# Blackeberg (metrostation)
Blackeberg is een metrostation in het stadsdeel Bromma van de Zweedse hoofdstad Stockholm op 14,1 kilometer van Slussen aan de groene route.

## Station
Het station is het oostelijkste van de "Vällingbygroep" en bedient de Tunnelbaneförstad Blackeberg. Het concept Tunnelbaneförstad (Zweeds voor metrovoorstad) betekent een wijk met hoge dichtheid die geheel rond het metrostation is ontworpen. Binnen de Vällingbygroep is Vällingby de satellietstad die, in plaats van de binnenstad, de centrumfuncties biedt.
De voorzieningen voor de wijk zelf liggen hier aan een marktplein waar ook het metrostation gelegen is. Peter Celsing ontwierp het station in de vorm van een koepel die zowel vanaf de markt (Blackebergs torg) aan de oostkant, als van de straat aan de westkant toegankelijk is. Vanuit de koepel is het perron toegankelijk dat aan het westelijke einde van de 600 meter lange tunnel onder Blackeberg ligt.   
Het station werd geopend op 26 oktober 1952 als onderdeel van de westlijn die toen tussen Kungsgatan en Vällingby werd geopend. 

## Galerij

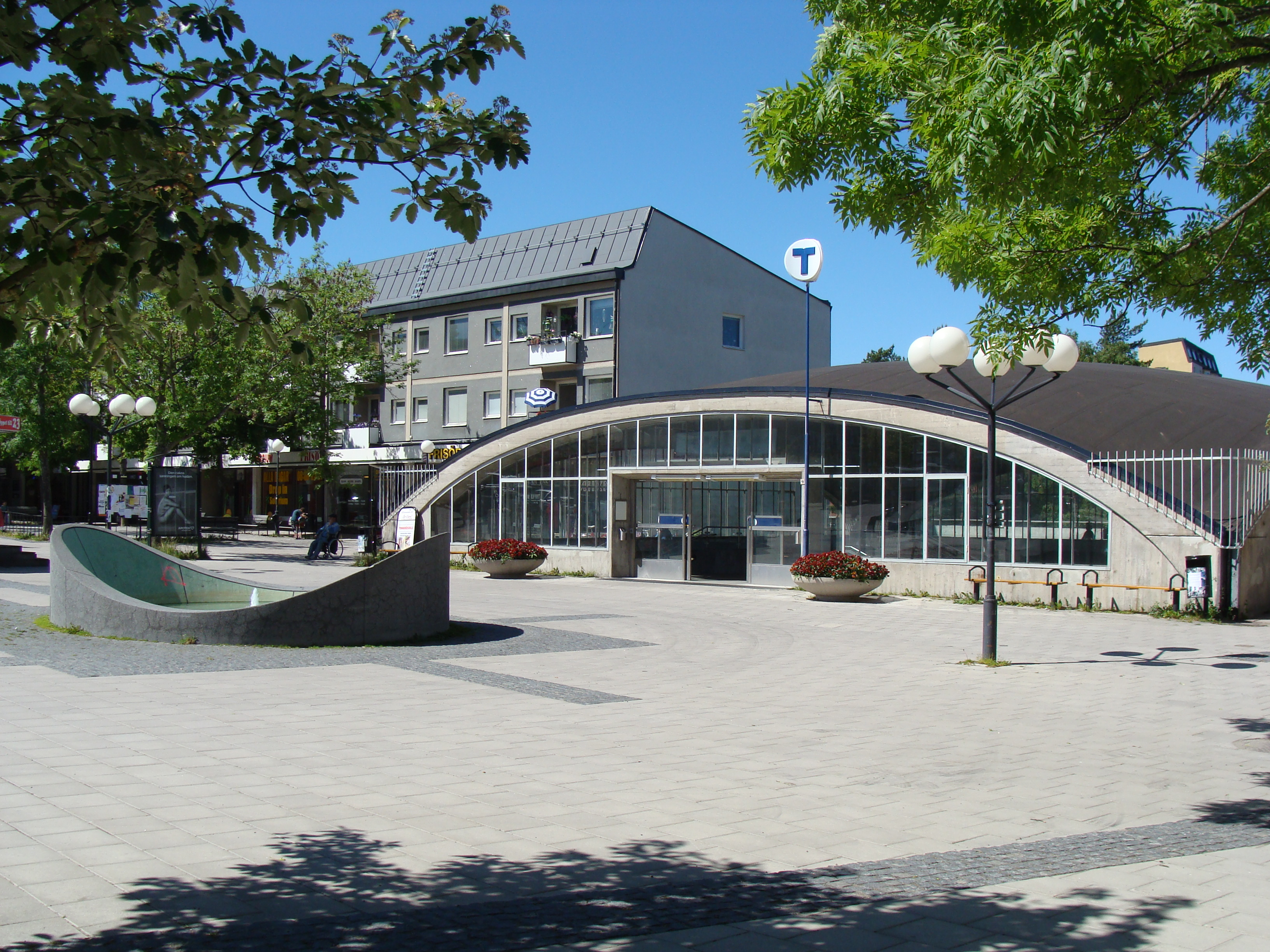
Het station aan de Blackebergs torg
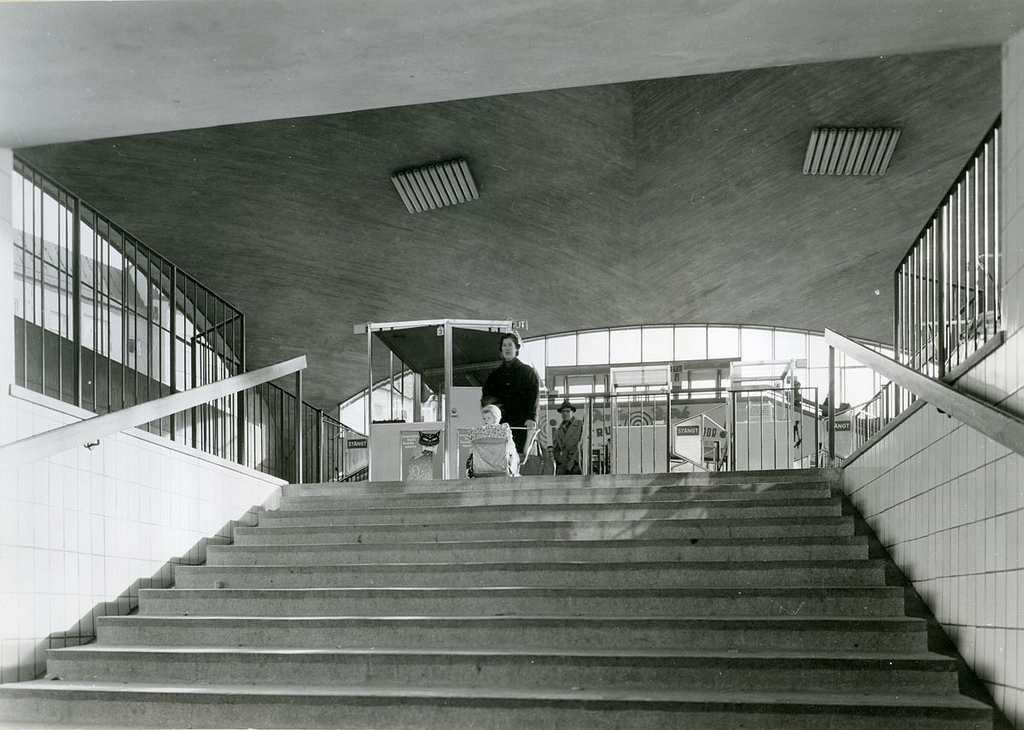
Interieur van het station

Hässelby strand · 
Hässelby gård ·
Johannelund ·
Vällingby ·
Råcksta ·
Blackeberg ·
Islandstorget ·
Ängbyplan ·
Åkeshov· 
Brommaplan·
Abrahamsberg· 
Stora Mossen· 
Alvik · 
Kristineberg · 
Thorildsplan  · 
Fridhemsplan · 
S:t Eriksplan · 
Odenplan  · 
Rådmansgatan  · 
Hötorget · 
T-Centralen ·  
Gamla Stan · 
Slussen · 
Medborgarplatsen ·  
Skanstull · 
Gullmarsplan ·  
Globen ·
Enskede gård ·
Sockenplan ·
Svedmyra ·
Stureby ·
Bandhagen ·
Högdalen ·
Rågsved ·
Hagsätra